# 愛鈴
愛鈴（あいりん、2001年7月7日 - ）は、日本の女優。茨城県出身。日本語とペルシア語を話すバイリンガルで、アクションやアクロバット、ダンスを特技とする。

## プロフィール
- 身長: 155.5 cm
- スリーサイズ: B79 / W51 / H52.5
- 血液型: A型

## 趣味・特技
- アクション、アクロバット、ダンス、歌

## 来歴
- 2019年「愛鈴」名義にて芸能活動デビュー。

　 同年、数々の映画作品、CMにメインキャストとして出演。
- 2022年、「キングダム2 遥かなる大地へ」において蚩尤族 役 として出演。[3]
- 2024年、金允洙（キム・ユンス）監督作品「あるいは、ユートピア」において宮田朝日役として出演。同年に開催された「第37回東京国際映画祭」に参加。

## 主な出演

### 映画
2019年　
- 「放課後ブライド」主演  西優希監督
- 「青菜翔鳥」ヒロイン役 小宮恵瑠監督
- 「神崎さんが」ヒロイン役 黒沢秋監督
- 「やっと言えました」ヒロイン役 菱沼康介監督
- 「それぞれのヒーローたち」渡邊世紀監督

2020年
- 「アカリとマキコ」ヒロイン役 吉田岳男監督

2021年
- 「拝啓、永田町」土田ひろかず監督

2022年
- 「キングダム2 遥かなる大地へ」蚩尤族 役 佐藤信介監督
- 「俺を早く死刑にしろ」高山直美監督

2024年
- 「あるいは、ユートピア」宮田朝日役 金允洙（キム・ユンス）監督

### CM
2019年
- 花王エッセンシャル 「寝ぐせ直しラクちん篇」メイン
- LINE「Biz-solutions Concept Movie 2019」
- AbemaTV告知PV「オオカミくんには騙されない」メイン

2020年
- 花王「PAF PAF 1-day hair tint」メイン

2021年
- 「東京都消費生活総合センター×文化放送」メイン
- HONDA「NEWFIT」メイン

2022年
- CASIO「Baby-G」
- WebCM 「MARVEL snap」 メイン
- 「武蔵刃物」メイン
- 「Clsco Japan クラウド電話」メイン

2023年
- 「アクネスラボ」メイン

2024年
- カルビー「クリスプ」
- 「ライズアップ」メイン

### MV
- 「VENGEANCE」 coldrain
- 「グリンピース」GReeeeN （春日井製菓50周年記念Music Video）
- 「ZONe ENERGY MUSIC」 Greed feat. Yurin &中嶋イッキュウ
- 「dinner」 chilldspot
- 「私を好きになってくれませんか」三阪咲
- 「針よ堕とせぬ、暮夜の息」 dannie may
- 「Fuzzy」 SCANDAL
- 「センチメンタルフィーバー」ウルフルズ
- 「夢から覚めた日」ペンタゴン CDジャケット